# Philantomba walteri
Philantomba walteri або дуїкер Вальтера — вид парнокопитних ссавців родини Бикові (Bovidae). Він був описаний в 2010 році після порівняння зразків у музейних колекціях зі зразками м'яса на ринках бушміту.

## Етимологія
Його назва віддає данину поваги зоологу Уолтеру Верхеєну (Walter Verheyen) за напружену роботу по африканським ссавцям і першого можливого зібраного зразка цього виду в 1968 році в Того. Мабуть, ця тварина була виявлена на місцевому ринку м'яса, що демонструє дослідникам величезний потенціал з будь-яких ссавців, які не описані й не класифіковані.

## Поширення
Вид не спостерігався в дикій природі (до весни 2021 року, коли він потрапив на відеокамеру), але вважається, що він походить з Дагомейського розриву, частини савани, що належить до системи Гвінейської лісосавани-регіону, що розділяє савану і тропічні ліси. Імовірно, Дуїкер Вальтера мешкає в тропічних лісах Західної Африки (Бенін, Нігерія, Того).

## Опис
Важить від 4 до 6 кг і з середньою висотою 40 сантиметрів, є найменшим з трьох, які складають цей рід тварин. Довжина голови й тіла 55 до 75 см, хвіст довжиною, принаймні 15 см в середньому більше, ніж Philantomba maxwellii і значно більше, ніж у Philantomba monticola. 